# 丹·皮平
丹·卢瑟·皮平（英語：Dan Luther Pippin，1926年10月20日—1965年4月1日），生于圣路易斯密苏里州，美国男子篮球运动员，曾代表美国国家队参加1952年夏季奥运会男子篮球比赛，并获得金牌。